# Torneo Nacional de Boxeo Playa Girón 1965
Das Torneo Nacional de Boxeo Playa Girón 1965 wurde vom 1. bis zum 11. Dezember 1965 in Havanna ausgetragen und war die vierte Austragung der nationalen kubanischen Meisterschaften im Amateurboxen.

## Medaillengewinner
Die Meistertitel wurden in zehn Gewichtsklassen vergeben.
| Gewichtsklasse                  | Gold                | Silber            | Bronze           |
| ------------------------------- | ------------------- | ----------------- | ---------------- |
| Fliegengewicht (bis 51 kg)      | Luis Mariano Cesé   | Joaquín Figueredo | Rafael Carbonell |
| Fliegengewicht (bis 51 kg)      | Luis Mariano Cesé   | Joaquín Figueredo | Sergio Mestre    |
| Bantamgewicht (bis 54 kg)       | Roberto Caminero    | Julio Conte       |                  |
| Federgewicht (bis 57 kg)        | Roberto M. Chappó   | ?                 |                  |
| Leichtgewicht (bis 60 kg)       | Enrique Regüeiferos | Roberto M. Chappó | Raúl Matamoros   |
| Halbweltergewicht (bis 63,5 kg) | Gerardo Acea        | Felipe Castillo   | Pedro Torres     |
| Weltergewicht (bis 67 kg)       | Marcos A. Santana   | Miguel A. Benítez | Agustín Charón   |
| Weltergewicht (bis 67 kg)       | Marcos A. Santana   | Miguel A. Benítez | Francisco Díaz   |
| Halbmittelgewicht (bis 71 kg)   | Juan L. Martínez    | Marcelino Buides  | Mario Danger     |
| Halbmittelgewicht (bis 71 kg)   | Juan L. Martínez    | Marcelino Buides  | Jesús Aguirre    |
| Mittelgewicht (bis 75 kg)       | Luis Díaz           | Yoel Paisante     | Silvio Quesada   |
| Halbschwergewicht (bis 81 kg)   | Gregorio Aldama     | ?                 |                  |
| Schwergewicht (über 81 kg)      | José Luis Cabrera   | Roberto Martínez  | Adolfo Gálvez    |